# Asdal Sogn
Asdal Sogn er et sogn i Hjørring Nordre Provsti (Aalborg Stift).
I 1800-tallet var Asdal Sogn anneks til Horne Sogn. Begge sogne hørte til Vennebjerg Herred i Hjørring Amt. Horne-Asdal sognekommune skiftede i starten af 1960'erne navn til Hirtshals. Den blev ved kommunalreformen i 1970 kernen i storkommunen Hirtshals Kommune, som ved strukturreformen i 2007 indgik i Hjørring Kommune.
I Asdal Sogn ligger Asdal Kirke. I Lilleheden Klitplantage findes en hellig kilde
I sognet findes følgende autoriserede stednavne:
- Allingdam (bebyggelse)
- Asdal (ejerlav, landbrugsejendom)
- Bækken (bebyggelse)
- Grønhøj (bebyggelse)
- Heden (bebyggelse)
- Hellehøj (bebyggelse)
- Kjul (bebyggelse)
- Kjul Å (vandareal)
- Klitten (bebyggelse)
- Lilleheden Klitplantage (areal)
- Mosen (bebyggelse)
- Nørre Kjul (bebyggelse)
- Putheden (bebyggelse)
- Rynken (bebyggelse)
- Rædkær (bebyggelse)
- Skoven (bebyggelse)
- Skovsgård (bebyggelse)
- Skovsgårds Mark (bebyggelse)
- Sønder Kjul (bebyggelse)
- Træhøj (bebyggelse)
- Åbyen (bebyggelse)